# No profanar el sueño de los muertos
No profanar el sueño de los muertos (en Italia Non si deve profanare il sonno dei morti), también conocida como Fin de semana para los muertos, es una película italo-española de terror de 1974. Escrita y dirigida por Jorge Grau cuenta con actuación principal de Ray Lovelock, Arthur Kennedy y Cristina Galbó.
Considerada una película de culto obtuvo galardones por parte del Círculo de Escritores Cinematográficos y en el Festival de Cine de Sitges.

## Sinopsis
Algo extraño pasa en las afueras de Mánchester. Al verse implicados en un accidente de moto, Edna (Cristina Galbó) y George (Ray Lovelock) se ven envueltos en una sórdida pesadilla al descubrir que los muertos comienzan a despertar a causa de las radiaciones de una máquina de ultrasonidos que el gobierno acaba de autorizar para eliminar insectos y otros animales de los campos de cosecha.

## Reparto

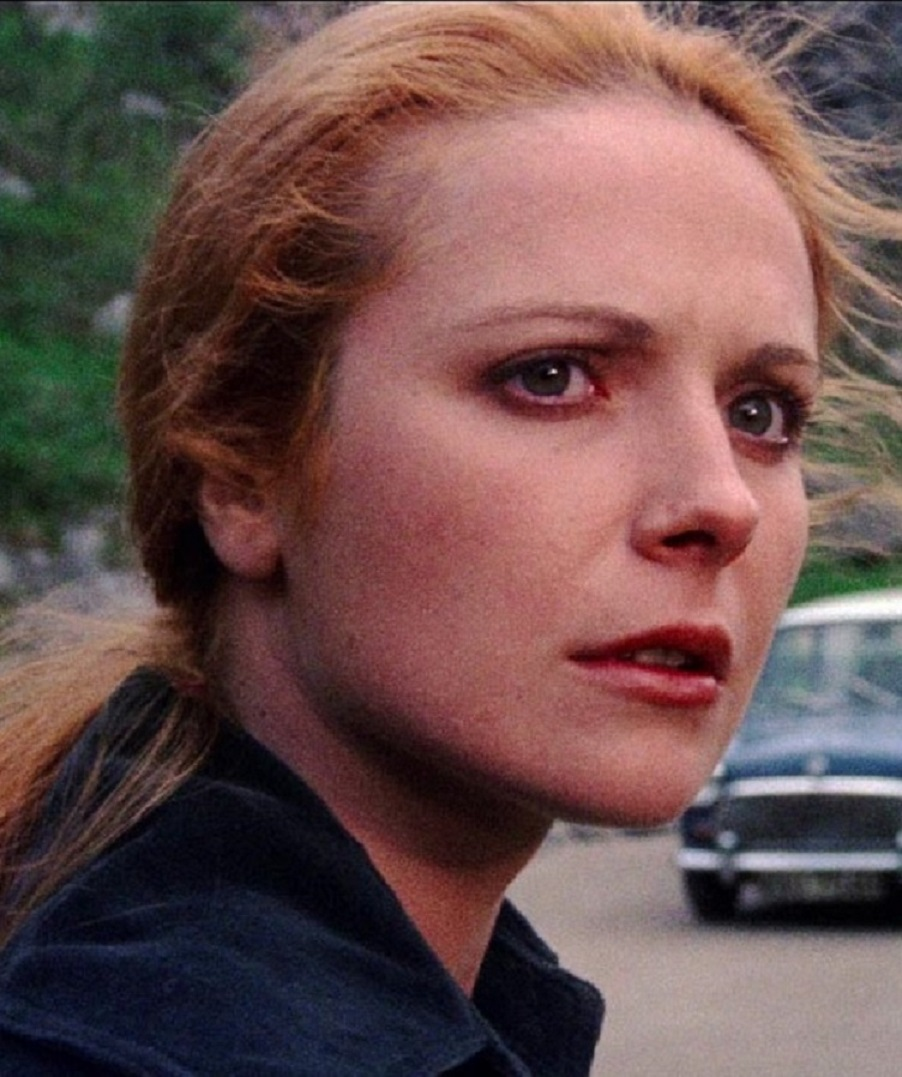
Galbó en un fotograma de la película.

Cristina Galbó - Edna

Ray Lovelock - George

Arthur Kennedy - El Inspector

 Aldo Massasso - Kinsey

 Giorgio Trestini - Craig

 Roberto Posse - Benson

José Lifante - Martin

Jeannine Mestre - Katie

 Gengher Gatti - Keith

Fernando Hilbeck - Guthrie

 Vera Drudi - Mary

 Vicente Vega - El Dr. Duffield

 Francisco Sanz - Perkins

 Paul Benson - Wood

 Anita Colby - La Enfermera

## Producción
Si bien ya había precedentes en el cine español al presentar personajes zombis, como ya se viera en la tetralogía de películas de Amando de Ossorio encarnados por un caballeros templarios en películas como La noche del terror ciego, el cineasta Jorge Grau recibió el encargo por parte del productor italiano Edmondo Amati de hacer una versión en color de La noche de los muertos vivientes (1968) dirigida por George A. Romero.
Grau ya contaba con experiencia laboral en Italia, al haber sido ayudante de Sergio Leone o Riccardo Freda, aceptó el encargo. El realizador ya contaba con reputación por su habilidad para crear imágenes impactantes, morbosas y terroríficas. Con ello armó un guion en el que daba cabida no solo a factores sobrenaturales o terroríficos sino que mostraba aspectos como la rebeldía juvenil o una preocupación ecológica infrecuente en el cine de la época.

## Premios
30.ª edición de las Medallas del Círculo de Escritores Cinematográficos
| Categoría      | Premiado   | Resultado |
| -------------- | ---------- | --------- |
| Mejor director | Jorge Grau | Ganador   |

Festival de Sitges 1974
| Categoría                  | Premiado                      | Resultado |
| -------------------------- | ----------------------------- | --------- |
| Mejor actriz               | Cristina Galbó                | Ganador   |
| Mejores efectos especiales | Luciano Byrd Antonio Balandín | Ganador   |
| Medalla CEC                | Jorge Grau                    | Ganador   |

## Títulos alternativos
La película cuenta con numerosos títulos alternativos en los diferentes mercados en que se estrenó.
- Let the Sleeping Corpses Lie
- Living Dead at Manchester Morgue
- Non profanare il sonno dei morti

Logotipo original italiano.

Logotipo alemán.

- The Living Dead at Manchester Morgue
- Don't Open the Window
- Da dove vieni?
- The Living Dead
- Breakfast at the Manchester Morgue
- Breakfast With the Dead
- Brunch with the Dead
- Weekend per i morti
- Weekend with the Dead
- Invasion der Zombies
- Das Leichenhaus der lebenden Toten
- Levende Doden in het Lijkenhuis
- Massacre des Morts-Vivants
- Dejen que los muertos duerman
- Zombi 3 - Da dove vieni?

## DVD
En los Estados Unidos, se ha publicado en formato Blu-ray, así como en dos discos en formato DVD, sin incluir el doblaje en castellano, ya que el idioma original de la película es el inglés. Estos son los contenidos adicionales en ambos formatos:
- "De vuelta a la morgue" - En las localizaciones de la película con el director Jorge Grau
- "El luchador de zombies" - Entrevista con Ray Lovelock
- "Haciendo zombies" - Entrevista con Giannetto De Rossi
- Entrevista con el director, Jorge Grau, realizada en el año 2000.
- Tráileres de cine, anuncios de TV y de radio y galería de carteles.

En España se publicó en DVD el 24 de septiembre de 2008, en una edición restaurada y supervisada por Jorge Grau con una entrevista exclusiva filmada para la ocasión y con documentos inéditos de su propio archivo.

## Recepción
La película obtiene una positiva calificación entre los críticos y los usuarios de portales de información cinematográfica. 
Alex P. Lascort en la web cinemaldito.com indica que "funciona en sus dos niveles de creación, tanto como película de género como por lo que deberían ser este tipo de propuestas: denuncias disfrazadas de otra cosa que a la postre resultan más efectivas que cualquier panfleto de cine social tan indisimulado como grosero por obvio e ineficaz".

"Gran parte del placer de esta película rodada en Reino Unido adaptando La noche de los muertos vivientes proviene de ver a los zombis deambulando por el paisaje gris de la Gran Bretaña de los años 70 como si accidentalmente se hubieran tambaleándose por una de las primeras películas de Mike Leigh."
Ian Berriman (SFX Magazine) 

La revista Fotogramas le otorga una calificación de 2 sobre 5 indicando que "es perjudicada por su ausencia de originalidad, aunque no se le pueda negar un tratamiento plausible del sobado tema. Se aprecia una adecuada dosificación de los elementos truculentos, que por regla general son un tanto primarios. El preceptivo mensaje ecologista no depasa el estadio de la obviedad."

"Si bien no es tan explosiva o llena de carnicería como algunas películas de zombies No profanar el sueño de los muertos logra ser a la vez aterradora y relevante."
Kyle Anderson (Nerdist) 

En FilmAffinity, con 2004 valoraciones, obtiene una puntuación de 6,2 sobre 10. En IMDb, con 6.940 puntuaciones, obtiene una calificación de 6,8 sobre 10. En Rotten Tomatoes obtiene una calificación de "fresco" para el 85% de las 20 críticas profesionales y del 71% de los 3.431 usuarios del portal.

"Cualquier risa pronto se convierte en gritos mientras la pantalla se llena de caos sangriento calculado y atinados momentos de sorpresa."
Almar Haflidason (BBC.com) 